# Новый Амстердам (3-й сезон)
Третий сезон американского телесериала «Новый Амстердам» премьера которого состоялась на канале NBC 2 марта 2021 года, заключительная серия сезона вышла 8 июня 2021 года. Сезон состоит из четырнадцати эпизодов.

## Сюжет
Опытный специалист Макс Гудвин становится новым главврачом старейшей государственной больницы США «Новый Амстердам». Его цель — вернуть былой престиж больнице, в которой сейчас не хватает персонала, оборудования и финансирования. Несмотря на все его старания, сотрудники пока не готовы довериться Гудвину: его предшественники также обещали привести больницу в порядок, но их заверения оставались просто словами.

## В ролях

### Основной состав
- Райан Эгголд - Доктор Макс Гудвин, Главный врач. Вступив в должность главврача старейшей государственной больницы США «Новый Амстердам»
- Джанет Монтгомери - Доктор Лорен Блум, врач скорой помощи, заведующая отделением скорой помощи
- Фрима Аджимен - Доктор Хелен Шарп, заведующая онкологическим отделением
- Тайлер Лэбин - Доктор Игги Фром,  психиатр
- Анупам Кхер - Доктор Виджай Капур, невролог, заведующий неврологическим отделением.

## Эпизоды
| № общий | № в сезоне | Название                                                     | Режиссёр       | Автор сценария | Дата премьеры  | Произв. код | Зрители в США (млн) |
| --- | ---------- | ------------------------------------------------------------ | -------------- | -------------- | -------------- | ----------- | ------------------- |
| 41 | 1          | «Новая норма» «The New Normal»                               | Питер Хортон   | Дэвид Шульнер  | 2 марта 2021   | 301         | 4.19                |
| Новый Амстердам все еще не оправился от пандемии, когда в Ист-Ривер произошла авиакатастрофа. Когда следователи приходят, чтобы допросить летный экипаж, Игги борется с часами, чтобы помочь пилоту раскрыть правду. Макс выслеживает дефицитные лекарства после одного из своих собственных контактов COVID. |            |                                                              |                |                |                |             |                     |
| 42 | 2          | «Важные работники» «Essential Workers»                       | Майкл Словис   | Дэвид Фостер   | 9 марта 2021   | 302         | 4.23                |
| Макс вынужден столкнуться с душераздирающими последствиями одного из своих действий. Блум приходит к поразительному пониманию насчет Игги. |            |                                                              |                |                |                |             |                     |
| 43 | 3          | «Достаточно безопасно» «Safe Enough»                         | Майкл Словис   | Шон Кэссиди    | 16 марта 2021  | 303         | 3.64                |
| Макс сопротивляется идее, которая могла бы принести Новому Амстердаму больше дохода. Игги отталкивается от новой системы телемедицины. Шарп обнаруживает поразительную тенденцию во время лечения любимого бывшего пациента.                                                                                  |            |                                                              |                |                |                |             |                     |
| 44 | 4          | «Больше ничего не нужно» «This Is All I Need»                | Ник Гомес      | Аарон Гинсбург | 23 марта 2021  | 304         | 3.96                |
| Макс едет в Коннектикут, чтобы вернуть Луну в Нью-Йорк, но сомневается в своих инстинктах, когда видит ее с бабушкой и дедушкой. Блум принимает меры, чтобы ее сотрудники чувствовали себя в безопасности на работе, в то время как Рейнольдс уходит на задний план в кардиологическом отделении.             |            |                                                              |                |                |                |             |                     |
| 45 | 5          | «Кровь, пот и слезы» «Blood, Sweat & Tears»                  | Ник Гомес      | Й. Ширин Разак | 30 марта 2021  | 305         | 3.44                |
| 46 | 6          | «Почему не вчера?» «Why Not Yesterday»                       | Дарнелл Мартин | Лора Валдивия  | 6 апреля 2021  | 306         | 3.60                |
| 47 | 7          | «Легенда Хоуи Корнемайера» «The Legend Of Howie Cournemeyer» | Дарнелл Мартин | Грэм Норрис    | 13 апреля 2021 | 307         | 3.37                |
| 48 | 8          | «Ловушка» «Catch»                                            | Неизвестно     | Неизвестно     | 20 апреля 2021 | 308         | 3.73                |
| 49 | 9          | «Разъединенный» «Disconnected»                               | Неизвестно     | Неизвестно     | 27 апреля 2021 | 309         | 3.10                |
| 50 | 10         | «Радикальный» «Radical»                                      | Неизвестно     | Неизвестно     | 4 мая 2021     | 310         | 3.02                |
| 51 | 11         | «Pressure Drop»                                              | Неизвестно     | Неизвестно     | 11 мая 2021    | 311         | 3.27                |
| 52 | 12         | «Things Fall Apart»                                          | Неизвестно     | Неизвестно     | 18 мая 2021    | 312         | 3.09                |
| 53 | 13         | «Время боя» «Fight Time»                                     | Неизвестно     | Неизвестно     | 1 июня 2021    | 313         | 3.95                |
| 54 | 14         | «Death Begins in Radiology»                                  | Неизвестно     | Неизвестно     | 8 июня 2021    | 314         | 4.10                |

## Производство

### Разработка
11 января 2020 года телеканал NBC продлил медицинскую драму на третий сезон. Премьера третьего сезона состоится 2 марта 2021 года.